# Valençay (gemeente)
Valençay (Franse uitspraak: [vaˈlɑ̃sɛ]) is een gemeente in het Franse departement Indre (regio Centre-Val de Loire). De plaats maakt deel uit van het arrondissement Châteauroux. Valençay telde op 1 januari 2022 2.239 inwoners.

## Geografie
De oppervlakte van Valençay bedroeg op 1 januari 2022 41,59 vierkante kilometer; de bevolkingsdichtheid was toen 53,8 inwoners per km².

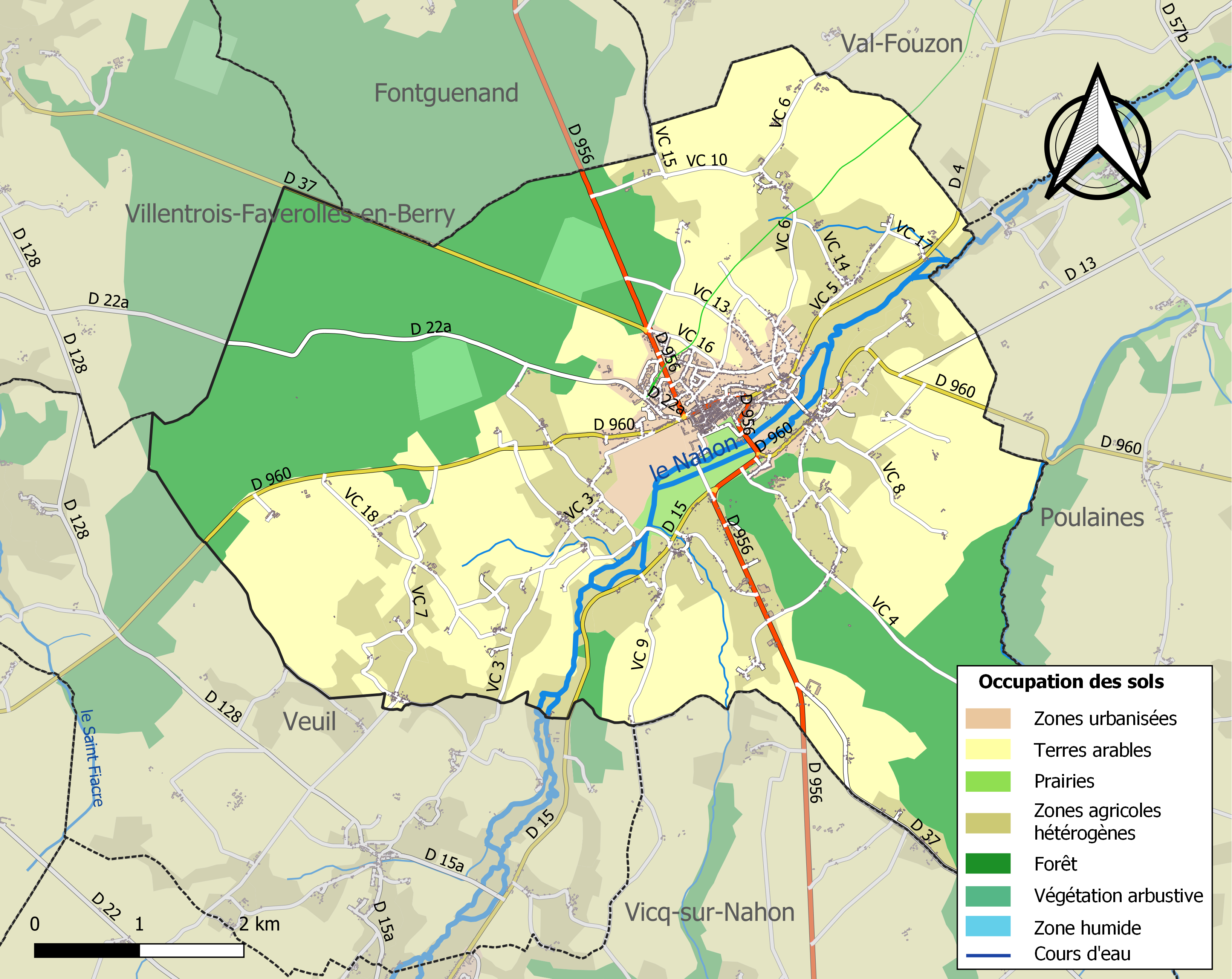
Kaart van de gemeente met de belangrijkste infrastructuur, bodemgebruik en omliggende gemeenten

## Verkeer en vervoer
In de gemeente ligt spoorwegstation Valençay.

## Demografie
Onderstaande figuur toont het verloop van het inwonertal (bron: INSEE-tellingen).